# Liste der Bischöfe von Syrakus
Die folgenden Personen waren Bischöfe bzw. Erzbischöfe des Bistums bzw. Erzbistums Syrakus auf Sizilien in Italien:

## Bischöfe
- Heiliger Marcianus[1]
- Chrestus (Crispus) (314)
- Germanus
- Ceperione
- Syrakosios
- Heiliger Eulalius (502)
- Stephan (ca. 533)
- Eleutherius (558–561)
- Heiliger Maximianus (591–594)
- Heiliger Johannes (595–603)
- Petrus (625–638)
- Isaak (640–642)
- Heiliger Zosimus (648–661?)
- Heiliger Elias (um 668)
- Georgius (668–669)
- Heiliger Theodosius I. (680)
- Theodosius II.

## Erzbischöfe
- Stephanus (787)
- Teodoro il Critino (ca. 833)
- Gregorios Asbestas (847–865)
- Theodor (865–878)

## Bischöfe
- Rogerius (1092–1104)
- Wilhelm (1111–1117)
- Hugo (1124–1143)
- Balduinus
- Guarinus (1144–1154)
- Parisius
- Richard Palmer (1157–1183)
- Laurentius (1188–1201)
- Andrea Godefredo (1201)
- Adamo Bartolomeo (1212–1222)
- Conradus Teutonicus (Elekt)
- Gregorio (1233–1254)
- Rinaldo de Lusio (1254–1255)
- Matteo de Magistro (1255–1267)
- Simone da Lentini (1269–1275)
- Domenico da Saragozza (1296–1304)
- Filippo Sanchez de Azur (1305–1312)
- Pietro de Montecateno (1313–1336)
- Ogerio de Virzolo (1338–1341)
- Giacomo Guidone de Franchis (1342–1361)
- Enneco de Alemannia OP (1361–1378)
- Francesco Dentice (1380–1381)
- Giovanni d’Alife (1382–1385)
- Ludovico (1385–1386)
- Tommaso de Erbes OSB (1388–1419)
- Ruggero Bellomo (1419–1443)
- Giovanni Garsia (1443–1444)
- Paolo Santafè (1446–1460)
- Anton Giacomo Venerio (1460–1461)
- Andrea Tolomei (1463–1468)
- Dalmazio Gabriele OP (1469–1511)
- Guglielmo Raimondo Centelles (1512–1516)
- Pietro de Urries (1516–1518)
- Ludovico Platamone (1518–1540)
- Girolamo Beccadelli Bologna (1541–1560)
- Giovanni Orosco de Arzés (1562–1564)
- Gilberto Isfar e Corillos (1574–1579)
- Giovanni Castellano Orosco (1579–1602)
- Giuseppe Saladino (1604–1611)
- Giovanni Torres de Osorio (1613–1619)
- Paolo Faraone (1619–1629)
- Fabrizio Antinoro (1630–1635)
- Francesco d’Elia e Rossi (1639–1647)
- Giovanni Antonio Capobianco (1649–1673)
- Francesco Maria Rini OFM (1674–1676)
- Francesco Fortezza (1676–1693)
- Asdrubale Termini (1695–1722)
- Tommaso Marino (1724–1730)
- Sedisvakanz (1730–1732)
- Matteo Trigona (1732–1748)
- Francesco Testa (1748–1754)
- Giuseppe Antonio de Requesens (1755–1772)
- Giovanni Battista Alagona (1773–1801)
- Gaetano Maria Bonanno (1802–1806)
- Filippo Trigona (1807–1824)
- Giuseppe Amorelli (1824–1840)
- Sedisvakanz (1840–1845)

## Erzbischöfe und Metropoliten
- Michele Manzo (1845–1852)
- Angelo Robino (1853–1868)
- Sedisvakanz (1868–1872)
- Giuseppe Guarino (1871–1875) (auch Erzbischof von Messina)
- Benedetto La Vecchia Cuarnieri OFM (1875–1896)
- Giuseppe Fiorenza (1896–1905)
- Luigi Bignami (1905–1919)
- Giacomo Carabelli (1921–1932)
- Ettore Baranzini (1933–1968)
- Giuseppe Bonfigioli (1968–1973)
- Calogero Lauricella (1973–1989)
- Giuseppe Costanzo (1989–2008)
- Salvatore Pappalardo (2008–2020)
- Francesco Lomanto (seit 2020)